# Adventures in Black Sunshine
Adventures in Black Sunshine è il decimo album del gruppo acid jazz inglese Incognito, pubblicato nel 2004 dall'etichetta discografica Dôme Records.

## Tracce
1. Don't Turn My Love Away (M.H.Cooper, Jean-Paul Maunick) - 4:54
2. Everything Your Heart Desires (Maunick, Dominic Oakenfull) - 4:15
3. Close My Eyes (Maunick, Jamie Norton) - 3:28
4. The 25th Chapter (Dominic Glover, Maunick, Oakenfull) - 6:13
5. True to Myself (Maunick, Oakenfull) - 5:03
6. The Principles of Love (Maunick, Oakenfull) - 7:38
7. This Thing Called Love (Maunick, Norton) - 3:12
8. Fences and Barriers (Maunick, Oakenfull) - 4:09
9. Mindin' My Business (Maunick, Oakenfull, Nichol Thomson) - 8:13
10. Autumn Song (Harvey, Maunick) - 5:42
11. Listen to the Music (Tom Johnston) - 4:49
12. Mr. Jones (Maunick, Oakenfull) - 4:34
13. The World Is Mine (Maunick) - 7:35
14. Beyond the Clouds (Harvey, Maunick) - 4:44